# Pelexia quisqueyana
Pelexia quisqueyana är en orkidéart som beskrevs av Donald Dungan Dod. Pelexia quisqueyana ingår i släktet Pelexia och familjen orkidéer. Inga underarter finns listade i Catalogue of Life.